# C-631
La C-631 era una vía de comunicación que pertenecía a la antigua Red Comarcal de Carreteras de España, del Plan Peña de 1939. Contaba con un trazado de 150 km entre las localidades de Ponferrada (León) y La Espina (Asturias). En León, atravesaba los municipios de Ponferrada, Cubillos del Sil, Toreno, Páramo del Sil, Palacios del Sil y Villablino, mientras que en Asturias, atravesaba los concejos de Cangas del Narcea, Tineo y Salas. Todas las denominaciones actuales por Castilla y León son de los años 1990, 2003 y 2008, mientras que las del Principado de Asturias son de los años 1989, 2007 y 2017.

## Tramo Ponferrada - Puerto de Leitariegos (78 km)

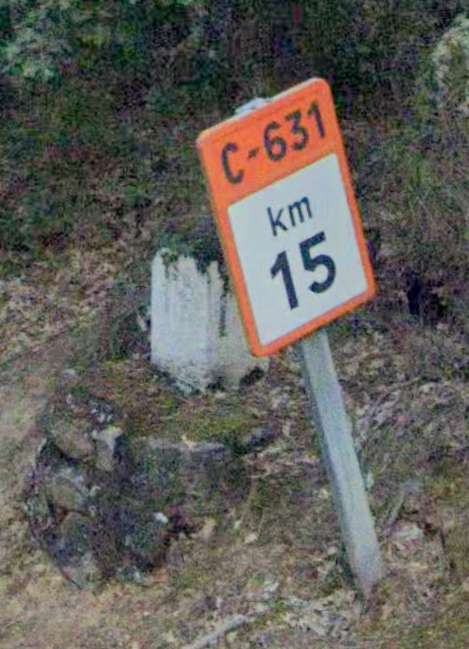
Hitos kilométricos (en formato metálico y pétreo) marcando el kilómetro 15 de la C-631.
Nota: aquí se puede apreciar que mantenía la misma denominación pero cambiaba la categoría

Este tramo comienza en Ponferrada en el cruce con la N-VI, y termina en el Puerto de Leitariegos, en el límite con el Principado de Asturias. Discurre por las localidades ponferradinas de Compostilla, San Andrés de Montejos y Bárcena del Bierzo, para que, en esta última, limite con el municipio de Cubillos del Sil. Desde aquí, atraviesa las localidades cubillensas de Cabañas de la Dornilla y Fresnedo para llegar al municipio de Toreno. A continuación atraviesa la localidad toreniensa de Matarrosa del Sil, llegando al municipio de Páramo del Sil y atravesándolo para llegar al municipio limítrofe de Palacios del Sil, para atravesar las localidades de Corbón del Sil, Cuevas del Sil y Mataotero, pertenecientes a dicho municipio. Nada más salir de aquí, se adentra en el municipio de Villablino y atraviesa las localidades de Rabanal de Abajo, las afueras del propio Villablino, Villager de Laciana y Caboalles de Abajo, donde se dirige al Puerto de Leitariegos y limita con el Principado de Asturias, donde se encuentra también la estación de esquí del mismo nombre.
En este tramo de carretera se pueden encontrar varios hitos kilométricos anteriores al Plan Peña que se reutilizaron en su día para kilometrar la C-631. Estos son los kilómetros 14, 15, 16, 19, 20 (encontrados en el tramo antiguo del trazado transformado a autovía), 39 (en un puente de un tramo antiguo entre Cediel y Corbón del Sil), 62 (en un antiguo muro de piedra llegando a Villager de Laciana) y 65 (en el cruce con la antigua LE-733). También se puede encontrar en pie una casilla de peones camineros situada en Caboalles de Abajo y otra demolida y reconstruida para servir de área de descanso y fuente subiendo al Puerto de Leitariegos.
Estos tramos se denominan actualmente CL-631 (Ponferrada - Villablino), CL-626 (Puerto de Cerredo - Aguilar de Campoo, tramo Caboalles de Abajo - Villablino) y LE-497 (Caboalles de Abajo - Límite con Asturias). Como dato curioso respecto a las denominaciones, en el Catálogo de Carreteras de Castilla y León del año 1990, las carreteras comarcales cedidas por parte del MOPU mantuvieron las denominaciones originales, siendo el denominador C-631 pero cambiando la categoría a la de "Red Regional básica".

## Tramo Puerto de Leitariegos - La Florida (57 km)

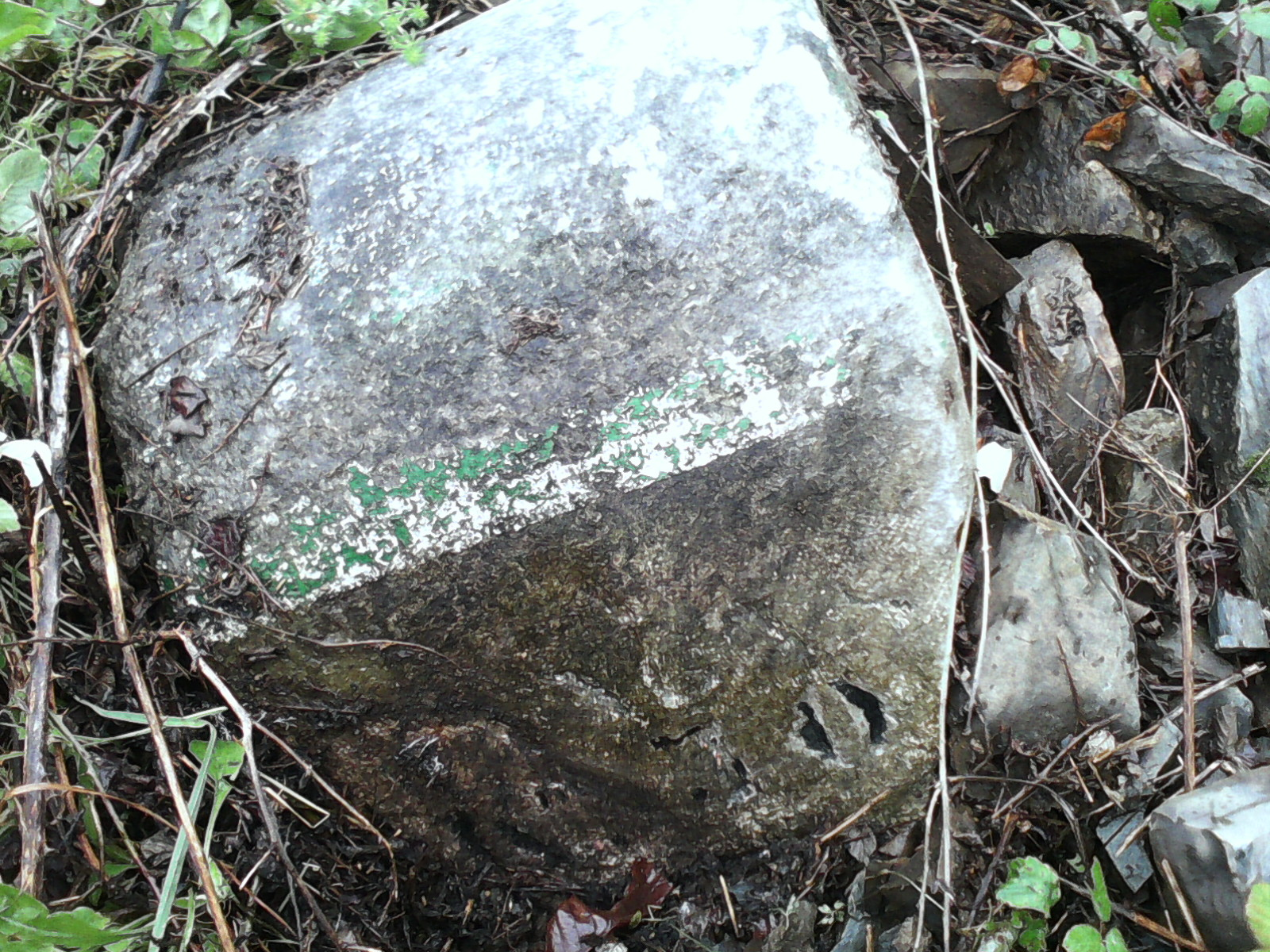
Hito kilométrico 30 semienterrado en Tebongo

Este tramo comienza en el Puerto de Leitariegos, donde sale de Castilla y León y se adentra en el Principado de Asturias, y termina en La Florida, en el cruce con la carretera local O-410 (Actual AS-15). Discurre por las localidades canguesas de La Chabola, La Pacharina, El Otero, El Valiñu, Villacanes, Bimeda, Las Mestas, Puenticiella y Limés para llegar a Cangas del Narcea. Desde aquí, continúa atravesando las localidades de Corias, Puente del Infierno, Villar de Tebongo, Tebongo, Antrago, Portiella, Javita, Lantero y Argancinas, para que, en esta última, limite con el concejo de Tineo. Desde aquí, atraviesa las localidades tinetenses de Villanueva de Sorriba y Pilotuerto para llegar a La Florida.
En este tramo de carretera se pueden encontrar 2 hitos kilométricos anteriores al Plan Peña que se reutilizaron en su día para kilometrar la C-631. Estos son los kilómetros 50 (encontrado en el Centro de Conservación de Carreteras del Principado de Asturias de Cangas del Narcea) y 30 (semienterrado en la cuneta cerca de Tebongo, Cangas del Narcea). En este tramo no se encuentra ninguna casilla de peones camineros en pie.
Estos tramos se denominan actualmente AS-213 (Cangas del Narcea - Puerto de Leitariegos) y AS-15 (La Rodriga - Puerto de Cerredo, tramo La Florida - Cangas del Narcea).

## Tramo La Florida - La Espina (15 km)

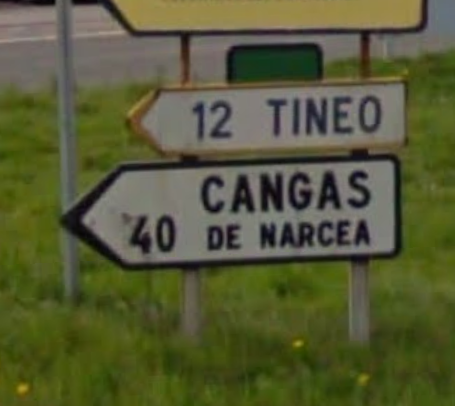
Antiguas señales en el cruce con la N-634 en La Espina. En el cartel verde de arriba ponía C-631, pero se fue desgastando a lo largo de los años

Este tramo comienza en La Florida, en el cruce con la carretera local O-410 (Actual AS-15), y termina en el cruce con la N-634, en La Espina. Discurre por las localidades tinetenses de El Rodical, Cetrales y Los Pontones, para que, en esta última, llegue a El Crucero, donde se cruza con la carretera C-630 (Pravia - Lugo). Desde aquí, la C-631 continúa unida a esta y atraviesa las localidades tinetenses de El Pedregal, La Millariega y La Pereda para llegar a La Espina.
En este tramo de carretera no se conserva ningún hito kilométrico ni ninguna casilla de peones camineros.
Estos tramos se denominan actualmente AS-215 (Tineo - La Florida, tramo El Rodical - La Florida), AS-349 (El Crucero - El Rodical) y AS-216 (La Espina - Tineo, tramo El Crucero - La Espina).